# Odrodzony jako galareta
Odrodzony jako galareta (jap. 転生したらスライムだった件 Tensei shitara suraimu datta ken) – seria light novel napisana przez Fuse z ilustracjami Mitz Vah. Została pierwotnie opublikowana za pośrednictwem strony Shōsetsuka ni narō w latach 2013-2016, następnie w wersji tomikowej przez wydawnictwo Micro Magazine. 
Na podstawie powieści powstały trzy serie mangi oraz seria anime.
W Polsce licencja na wydawanie mangi została wykupiona przez Japonica Polonica Fantastica.

## Fabuła
37-letni Satoru Mikami, po spotkaniu ze swoim znajomym i jego dziewczyną zostaje w drodze powrotnej zadźgany nożem na śmierć przez rabusia. Satoru odradza się w innym świecie w formie galarety, która potrafi zdobywać nowe umiejętności w wyniku pożerania innych. Po zaprzyjaźnieniu się ze smokiem o imieniu Veldora, Satoru, teraz nazywany Rimuru Tempest, wyrusza w podróż by znaleźć sposób na uwolnienie Veldory z pieczęci, po drodze napotykając różne rasy i zdobywając nowych przyjaciół i sojuszników.

## Powieści
Autor o pseudonimie Fuse pierwotnie publikował kolejne rozdziały powieści za pośrednictwem strony internetowej Shōsetsuka ni narō od 20 lutego 2013 roku do 1 stycznia 2016 roku. Elektroniczna wersja powieści została wyświetlona ponad 400 milionów razy.
Prawo do publikacji zostało wykupione przez Micro Magazine, które opublikowało powieści w formie light novel, z ilustracjami wykonanymi przez Mitz Vah. Pierwszy tom został opublikowany 30 maja 2014. Light novele zostały sprzedane w ponad 4,5 miliona egzemplarzy. W samym roku 2018 seria została sprzedana w 539 277 egzemplarzach, będąc piątą najchętniej kupowaną light novel w Japonii.
Manga w rankingu Kono light novel ga sugoi! w kategorii tomikowej zajęła ósme miejsce w 2017 roku, w 2018 roku szóste miejsce, a w 2019 roku piąte miejsce.

## Manga
Na podstawie powieści powstaje shōnen manga, która publikowana jest w czasopiśmie Gekkan Shōnen Sirius wydawnictwa Kōdansha od 26 marca 2015 roku. Ilustracje tworzy Taiki Kawakami. W 2018 roku manga została sprzedana w 3 460 066 kopiach będąc dziewiątą najchętniej kupowaną mangą tego roku. W 2019 roku manga została sprzedana w Japonii w 3 414 482 egzemplarzach i była dziesiątą najchętniej kupowaną mangą w kraju.
W Polsce mangę tę wydaje wydawnictwo Japonica Polonica Fantastica.
| Nr | Język japoński       | Język japoński         | Język polski         | Język polski           |
| Nr | Data wydania         | ISBN                   | Data wydania         | ISBN                   |
| -- | -------------------- | ---------------------- | -------------------- | ---------------------- |
| 1  | 30 października 2015 | ISBN 978-4-06-376578-6 | 26 kwietnia 2019     | ISBN 978-83-7471-791-5 |
| 2  | 28 kwietnia 2016     | ISBN 978-4-06-390623-3 | 26 czerwca 2019      | ISBN 978-83-7471-792-2 |
| 3  | 30 listopada 2016    | ISBN 978-4-06-390666-0 | 25 września 2019     | ISBN 978-83-7471-793-9 |
| 4  | 7 kwietnia 2017      | ISBN 978-4-06-390693-6 | 20 listopada 2019    | ISBN 978-83-7471-794-6 |
| 5  | 8 września 2017      | ISBN 978-4-06-390728-5 | 12 lutego 2020       | ISBN 978-83-7471-795-3 |
| 6  | 8 grudnia 2017       | ISBN 978-4-06-510505-4 | 4 sierpnia 2020      | ISBN 978-83-7471-796-0 |
| 7  | 9 marca 2018         | ISBN 978-4-06-511098-0 | 30 października 2020 | ISBN 978-83-7471-797-7 |
| 8  | 8 czerwca 2018       | ISBN 978-4-06-511672-2 | 31 grudnia 2020      | ISBN 978-83-7471-798-4 |
| 9  | 28 września 2018     | ISBN 978-4-06-512742-1 | 10 lutego 2021       | ISBN 978-83-7471-799-1 |
| 10 | 7 grudnia 2018       | ISBN 978-4-06-513916-5 | 16 kwietnia 2021     | ISBN 978-83-7471-851-6 |
| 11 | 29 marca 2019        | ISBN 978-4-06-514780-1 | 31 maja 2021         | ISBN 978-83-7471-852-3 |
| 12 | 3 lipca 2019         | ISBN 978-4-06-516205-7 | 30 września 2021     | ISBN 978-83-7471-853-0 |
| 13 | 4 grudnia 2019       | ISBN 978-4-06-517764-8 | 31 stycznia 2022     | ISBN 978-83-7471-854-7 |
| 14 | 27 marca 2020        | ISBN 978-4-06-518759-3 | —                    |                        |
| 15 | 9 lipca 2020         | ISBN 978-4-06-520127-5 | —                    |                        |
| 16 | 27 listopada 2020    | ISBN 978-4-06-521244-8 | —                    |                        |
| 17 | 31 marca 2021        | ISBN 978-4-06-522558-5 | —                    |                        |
| 18 | 8 lipca 2021         | ISBN 978-4-06-523837-0 | —                    |                        |
| 19 | 9 grudnia 2021       | ISBN 978-4-06-526034-0 | —                    |                        |

Druga seria mangi, zatytułowana Tensei shitara slime datta ken: Mamono no arukikata (jap. 転生したらスライムだった件～魔物の国の歩き方～), z ilustracjami wykonanymi przez Shō Okagiri, jest wydawana za pośrednictwem strony Comic Ride należącej do Micro Magazine od 28 lipca 2016 roku. 
We wrześniu 2018 roku ogłoszono powstawanie spin-offu mangi, który został zatytułowany Tensei shitara shachiku datta ken (jap. 転生したら社畜だった件). Za ilustracje do serii odpowiedzialny jest Shizuku Akechi. Pierwszy rozdział ukazał się 27 września 2018 roku w internetowym magazynie Suiyōbi no Sirius. Manga ta także ukazuje się drukiem od 26 października 2018 roku w czasopiśmie Gekkan Shōnen Sirius.

## Anime
Na podstawie light novel powstała adaptacja w formie anime, która miała swoją premierę 2 października 2018 roku na kanałach Tokyo MX oraz BS11. Seria została wyemitowana także na kanałach tvk i MBS. Seria została wyprodukowana przez studio 8-Bit i wyreżyserowana przez Yasuhito Kikuchi; asystentem reżysera był Atsushi Nakayama. Za kompozycję serii odpowiedzialny był Kazuyuki Fudeyasu, Ryōma Ebata był odpowiedzialny za projekt postaci, a Takahiro Kishida odpowiada za projekt stworów. Za muzykę do serialu odpowiedzialny jest Elements Garden.
Seria składa się z 25 odcinków.
Ogłoszono także powstawanie odcinka OVA. Miał on zostać dołączony do specjalnej edycji 11. tomu mangi, którego wydanie planowano na 29 marca 2019 roku, lecz ostatecznie jego wydanie przesunięto na grudzień 2019 roku; odcinek zostanie dołączony do 13. tomu mangi.

### Ścieżka dźwiękowa
| Seria          | Tytuł                                                  | Twórcy           | Źródło   |
| Czołówka       | Czołówka                                               | Czołówka         | Czołówka |
| -------------- | ------------------------------------------------------ | ---------------- | -------- |
|                | „Nameless story”                                       | Takuma Terashima | [ 39 ]   |
|                | „Megurumono” (jap. メグルモノ)                         | Terashima        | [ 40 ]   |
| Napisy końcowe |                                                        |                  |          |
|                | „Another colony”                                       | True             | [ 41 ]   |
|                | „Little Soldier” (jap. リトルソルジャー Ritoru Sorujā) | Azusa Tadokoro   | [ 40 ]   |